# Lliga catalana de bàsquet EBA
La Lliga Catalana de Bàsquet EBA és una competició oficial que organitza la Federació Catalana de Bàsquet. Va ser creada el 1981 i enfronta els equips masculins de bàsquet de Catalunya de la Lliga EBA espanyola, en un torneig que es disputa cada any a principis de temporada, mitjançant el sistema d'eliminatòries i final a partit únic. En els seus inicis la Lliga EBA encara no existia i la competició era disputada pels equips catalans de segona categoria.

## Historial de la Lliga Catalana
Font:
| Edició        | Temporada | Campió                                   | Subcampió                                | Resultat      |
| ------------- | --------- | ---------------------------------------- | ---------------------------------------- | ------------- |
| I Lliga       | 1981      | RCD Espanyol                             | CB L'Hospitalet                          | 87-85         |
| II Lliga      | 1982      | CB L'Hospitalet                          | La Salle Barcelona                       | 95-75         |
| III Lliga     | 1983      | UDR Pineda                               | RCD Espanyol                             | 78-71         |
| IV Lliga      | 1984      | UE Montgat                               | Manresa EB                               | 87-86         |
| -             | 1985      | no es disputà                            | no es disputà                            | no es disputà |
| V Lliga       | 1986      | CE Mataró (Ordinadors APD)               | CB Santa Coloma                          | lligueta      |
| VI Lliga      | 1987      | CB Sant Josep Girona (Valvi)             | BC Andorra                               | 82-74         |
| VII Lliga     | 1988      | BC Andorra                               | CB Santa Coloma                          | 84-71         |
| VIII Lliga    | 1989      | BC Andorra                               | CB L'Hospitalet (Cirsa)                  | 89-84         |
| IX Lliga      | 1990      | CB L'Hospitalet (Cirsa)                  | BC Andorra                               | lligueta      |
| X Lliga       | 1991      | BC Andorra (Festina)                     | CB Santa Coloma (Lotus)                  | lligueta      |
| XI Lliga      | 1992      | CB Cornellà                              | CB Tarragona (Dow)                       | lligueta      |
| XII Lliga     | 1993      | CB Cornellà                              | CB Mollet                                | 95-82         |
| XIII Lliga    | 1994      | CB Tarragona                             | CB Sant Josep Girona                     | 96-76         |
| XIV Lliga     | 1995      | CB Montcada                              | CB Valls                                 | 106-104       |
| XV Lliga      | 1996      | CB Cornellà (Llobregat Centre Comercial) | CB Mataró (Meroil)                       | 83-75         |
| XVI Lliga     | 1997      | CB Valls (Fèlix Hotel)                   | CB Cornellà (Llobregat Centre Comercial) | 75-69         |
| XVII Lliga    | 1998      | CB Aracena de Ponts                      | CB Tarragona (KM Tiendas)                | 79-73         |
| XVIII Lliga   | 1999      | CB Valls (Fèlix Hotel)                   | CB Montcada (Valentine)                  | 93-82         |
| XIX Lliga     | 2000      | CB Valls (Fèlix Hotel)                   | CB Olesa (Manga Films)                   | 75-74         |
| XX Lliga      | 2001      | CB Aracena de Ponts                      | CB Prat                                  | 85-67         |
| XXI Lliga     | 2002      | UB Sabadell                              | CB Olesa (Finques Olesa)                 | 100-91        |
| XXII Lliga    | 2003      | CB Prat                                  | CB L'Hospitalet                          | 81-67         |
| XXIII Lliga   | 2004      | CB Vic (Ferrer)                          | CB Olesa (Finques Olesa)                 | 75-54         |
| XXIII Lliga   | 2005      | CB Prat                                  | CB Olesa (Finques Olesa)                 | 70-66         |
| XXIV Lliga    | 2006      | CB Granollers (Argenta)                  | CB Olesa (Nexus)                         | 65-53         |
| XXV Lliga     | 2007      | CB Olesa (Nexus)                         | CB Granollers (Argenta)                  | 74-69         |
| XXVI Lliga    | 2008      | CB Olesa                                 | UE Mataró (Platges de Mataró)            | 75-53         |
| XXVII Lliga   | 2009      | CB Vic (Ferrer)                          | CB Mollet (Recanvis Gaudí)               | 66-65         |
| XXIX Lliga    | 2010      | CB Cornellà                              | CB Vic (Universitat de Vic)              | 84-70         |
| XXX Lliga     | 2011      | CB Santfeliuenc (ENINTER)                | CB Cornellà                              | 74-52         |
| XXXI Lliga    | 2012      | CB Tarragona                             | CB Mollet (Recanvis Gaudí)               | 75-58         |
| XXXII Lliga   | 2013      | CB Tarragona                             | CB Quart (Piscines Sant Feliu)           | 74-53         |
| XXXIII Lliga  | 2014      | CB Quart (Piscines Sant Feliu)           | AEC Collblanc (Aracena)                  | 68-60         |
| XXXIV Lliga   | 2015      | CB L'Hospitalet (Torrons Vicens)         | BC Andorra B (Morabanc)                  | 72-54         |
| XXXV Lliga    | 2016      | BC Martorell (Solvin)                    | BBA Castelldefels                        | 77-73         |
| XXXVI Lliga   | 2017      | CB Quart (Germans Cruz)                  | CB Mollet (Recanvis Gaudí)               | 81-72         |
| XXXVII Lliga  | 2018      | CB Quart (Germans Cruz)                  | CB Igualada (Monbus)                     | 59-52         |
| XXXVIII Lliga | 2019      | CB Vic (Universitat de Vic)              | CB Mollet (Recanvis Gaudí)               | 78-71         |
| XXXIX Lliga   | 2020      | CB Roser (Plus Ultra Seguros)            | UE Mataró (Germans Homs)                 | 72-64         |
| XL Lliga      | 2021      | FC Barcelona B                           | CB Salou (Brisasol)                      | 81-55         |
| XLI Lliga     | 2022      | FC Barcelona B                           | Bisbal Bàsquet (Sol Gironès)             | 75-67         |
| XLII Lliga    | 2023      | CB Boet Maresme Mataró                   | Bisbal Bàsquet (Sol Gironès)             | 90-73         |
| XLIII Lliga   | 2024      | FC Barcelona B                           | CB L'Hospitalet (Sanda Electroclima)     | 68-63         |